# Halowe Mistrzostwa Europy w Lekkoatletyce 1986 – bieg na 60 m przez płotki kobiet
Bieg na 60 metrów przez płotki kobiet – jedna z konkurencji biegowych rozgrywanych podczas halowych lekkoatletycznych mistrzostw Europy w hali Palacio de Deportes w Madrycie. Eliminacje,  półfinały  i bieg finałowy zostały rozegrane 22 lutego 1986. Zwyciężyła reprezentantka Niemieckiej Republiki Demokratycznej Cornelia Oschkenat, która tym samym obroniła tytuł zdobyty na poprzednich mistrzostwach.

## Rezultaty

### Eliminacje
Rozegrano 3 biegi eliminacyjne, do których przystąpiło 18 biegaczek. Awans do półfinałów dawało zajęcie jednego z pierwszych dwóch miejsc w swoim biegu (Q). Skład półfinałów uzupełniło sześć zawodniczek z najlepszym czasem wśród przegranych (q).
Opracowano na podstawie materiału źródłowego.
Bieg 1
| Miejsce | Zawodniczka        | Czas | Uwagi |
| ------- | ------------------ | ---- | ----- |
| 1       | Cornelia Oschkenat | 7,91 | Q     |
| 2       | Anne Piquereau     | 8,00 | Q     |
| 3       | Ginka Zagorczewa   | 8,16 | q     |
| 4       | Rita Heggli        | 8,20 | q     |
| 5       | Jitka Tesárková    | 8,31 |       |
| 6       | Lesley-Ann Skeete  | 8,40 |       |

Bieg 2
| Miejsce | Zawodniczka         | Czas | Uwagi |
| ------- | ------------------- | ---- | ----- |
| 1       | Sabine Braun        | 8,12 | Q     |
| 2       | Jordanka Donkowa    | 8,17 | Q     |
| 3       | Wiera Akimowa       | 8,28 | q     |
| 4       | Patrizia Lombardo   | 8,44 |       |
| 5       | Ana Isabel Oliveira | 8,73 |       |
| –       | Mihaela Pogăcean    | DNF  |       |

Bieg 3
| Miejsce | Zawodniczka           | Czas | Uwagi |
| ------- | --------------------- | ---- | ----- |
| 1       | Laurence Elloy        | 7,93 | Q     |
| 2       | Ulrike Denk           | 7,98 | Q     |
| 3       | Kerstin Knabe         | 8,01 | q     |
| 4       | Nadieżda Korszunowa   | 8,07 | q     |
| 5       | Monique Éwanjé-Épée   | 8,09 | q     |
| 6       | María José Mardomingo | 8,77 |       |

### Półfinały
Rozegrano 2 biegi półfinałowe, w których wystartowało 12 biegaczek. Awans do finału dawało zajęcie jednego z trzech pierwszych miejsc w swoim biegu (Q).
Opracowano na podstawie materiału źródłowego.
Bieg 1
| Miejsce | Zawodniczka         | Czas | Uwagi |
| ------- | ------------------- | ---- | ----- |
| 1       | Cornelia Oschkenat  | 7,84 | Q     |
| 2       | Anne Piquereau      | 7,94 | Q     |
| 3       | Jordanka Donkowa    | 8,00 | Q     |
| 4       | Nadieżda Korszunowa | 8,01 |       |
| 5       | Sabine Braun        | 8,13 |       |
| 6       | Rita Heggli         | 8,18 |       |

Bieg 2
| Miejsce | Zawodniczka         | Czas | Uwagi |
| ------- | ------------------- | ---- | ----- |
| 1       | Laurence Elloy      | 7,86 | Q     |
| 2       | Kerstin Knabe       | 7,89 | Q     |
| 3       | Ulrike Denk         | 7,93 | Q     |
| 4       | Ginka Zagorczewa    | 8,02 |       |
| 5       | Wiera Akimowa       | 8,05 |       |
| 6       | Monique Éwanjé-Épée | 8,06 |       |

### Finał
Opracowano na podstawie materiału źródłowego.
| Miejsce | Zawodniczka        | Czas |
| ------- | ------------------ | ---- |
| 1       | Cornelia Oschkenat | 7,79 |
| 2       | Anne Piquereau     | 7,89 |
| 3       | Kerstin Knabe      | 7,90 |
| 4       | Ulrike Denk        | 7,91 |
| 5       | Laurence Elloy     | 7,94 |
| 6       | Jordanka Donkowa   | 8,09 |